# Импульсный двигатель
Импульсный двигатель (англ. Impulse drive) — способ движения из научно-фантастической медиафраншизы «Звёздный путь», который звездолеты и другие космические корабли используют, когда они путешествуют со скоростью ниже скорости света. Импульсные двигатели, обычно работающие на реакторах синтеза дейтерия, позволяют кораблям легко перемещаться на межпланетные расстояния. Например, курсанты Академии Звездного флота используют импульсные двигатели при полетах от Земли до Сатурна и обратно; в отличие от Варп-двигателей, импульсные двигатели работают на принципах, используемых в современной ракетной технике, выбрасывая массу назад как можно быстрее, чтобы вести вас вперед.

## Практические проблемы
Проектирование импульсного привода связано с тремя практическими задачами: ускорение, замедление времени и энергосбережение. В сериале, инерционные демпферы компенсировали ускорение. Эти гипотетические устройства должны быть установлены таким образом, чтобы топливо сохранило инерцию после выхода из аппарата, в противном случае привод был бы неэффективен. Замедление времени стало бы заметным при заметных долях скорости света. Что касается энергосбережения, телесериал и книги предлагают два объяснения:
- «Звёздный путь: Следующее поколение: техническое руководство» указывает, что импульсные двигатели — это термоядерные двигатели, в которых плазма из термоядерного реактора питает массивную магнитную катушку для приведения в движение корабля. Форма магнитогидродинамического или магнитоплазматического двигателя. Это использовано совместно с изменением привода Варп-двигателя релятивистской массы корабля, для достижения средних и высоких скоростей. Двигатели, с другой стороны, ближе к конструкциям высокоэффективного реактивного топлива (то есть сложный ракетный двигатель) и, как правило, используются для высокоточных манёвров. В эпизоде «Инфекция» Звездолётами и оборудованием расой Доминион используются ионные двигатели.
- Поскольку корабль, путешествуя на импульсных скоростях (медленнее, но близко к скорости света), движется в нормальном пространственно-временном континууме (касательно замедления времени, это написано в ст: тнг техническое руководство), чтобы избегать без крайней необходимости высоких релятивистских скоростей; поэтому импульсная энергия обычно ограничиваются максимум 1⁄4 скорость света (примерно 269,813,212 км/ч или миль / ч 167,654,157). (Перемещение искривления, с другой стороны, заявлено в руководстве для того чтобы не причинить никакие виды влияний дилатации времени.)